# Église Saint-Symphorien de Biozat
L'église Saint-Symphorien est une église romane située à Biozat, dans le département français de l'Allier en région Auvergne-Rhône-Alpes.

## Historique
L'église romane a été construite au XIIe siècle.
Elle fait l'objet d'un classement au titre des monuments historiques par la liste de 1862. Le milliaire romain et le bloc, dit « pierre celtique », ont été inscrits en 1946.
En 2011 s'est achevée la réfection de la toiture (hors clocher), avec remplacement des lauzes par des tuiles canal.

## Architecture
L'église présente un beau chevet roman composé d'une abside et de deux absidioles semi-circulaires.
L'abside centrale est édifiée en moellon et en pierre de taille assemblée en grand appareil, alors que les absidioles sont édifiées uniquement en moellon, l'usage de la pierre de taille s'y limitant à l'encadrement des fenêtres. 
L'abside centrale présente deux colonnes engagées et trois fenêtres surmontées d'un arc en plein cintre dont l'extrados est souligné par un cordon de billettes qui court sur toute la maçonnerie et relie entre elles les fenêtres des trois absides.
Chacune des trois absides est couverte de lauzes et présente une corniche en forte saillie soutenue par des modillons sculptés de motifs géométriques variés.
Le chevet prend appui contre un massif que l'on pourrait comparer (toutes proportions gardées) au massif barlong typique de l'art roman auvergnat tout proche. Ce massif englobe la croisée et les bras du transept et est surmonté d'un clocher octogonal.
Chacune des faces du clocher octogonal est percée d'une paire de baies géminées à colonnette, dont les arcs sont surmontées d'une frise en damier qui court tout le long du clocher.
Accolée à la façade nord de la nef se dresse l'imposante chapelle funéraire de la famille Hutteau d'Origny, qui possédait le château de Biozat au XIXe siècle.
|  |  |